# Ненарокомов, Иван Александрович
Иван Александрович Ненарокомов (1831—1889) — директор канцелярии обер-прокурора Св. Синода, член Учебного комитета при Св. Синоде; тайный советник.

## Биография
Родился в 1831 году в семье «Сретенского сорока, Николаевской, что в Звонарях церкви священника Александра Уарова». Учился в Московской духовной семинарии (1846—1852) и Московской духовной академии (1852—1856), которую окончил магистром и был определён на службу 16 декабря 1856 года. К 1861 году был коллежским советником; с 1869 года — директор канцелярии обер-прокурора Св. Синода; 28 марта 1871 года был произведён в действительные статские советники, 16 апреля 1878 года — в тайные советники.
Умер 14 (26) декабря 1889 года.

## Награды
- орден Св. Владимира 3-й ст. (1872)
- орден Св. Станислава 1-й ст. (1873)
- орден Св. Анны 1-й ст. (1876)
- орден Белого орла
- орден Св. Александра Невского (1889)

## Семья
Женился 23 июля 1861 года на дочери статского советника Екатерине Николаевне Жуковской (02.03.1840 — после 1917). Их дети:
- Николай (26.11.1862—25.02.1942) — тайный советник, сенатор; в эмиграции в Югославии.
- Александра, в замужестве Мойер
- Иван (01.04.1868—?)
- Александр (06.03.1875—?)
- Ольга (23.04.1880—?)
- Владимир (04.03.1882—?)